# Tiszagyenda
Tiszagyenda is een plaats (község) en gemeente in het Hongaarse comitaat Jász-Nagykun-Szolnok. Tiszagyenda telt 1077 inwoners (2002).